# أبو الأسود الدؤلي
أبو الأسود ظالم بن عمرو بن سفيان الدؤلي الكناني البصري (16 ق.هـ/69 هـ)، من ساداتِ التابعين وأعيانِهم وفقهائهم وشعرائهم ومحدِّثيهم ومن الدهاة حاضرِي الجواب، وهو كذلك عالم نحوي وأول واضع لعلم النحو في اللغة العربية وشكّل أحرف المصحف، على الاصطلاح القديم بوضع النقاط على الأحرف العربية التي أصبحت فيما بعد (َ ُ ِ)، وكان ذلك بأمر من الخليفة علي بن أبي طالب على ما ذكر.
وِلد قبل بعثة النبي محمد وآمن به لكنه لم يره، فهو معدود في طبقات التابعين، وصَحِب أمير المؤمنين علي بن أبي طالب الذي ولاه إمارة البصرة في خلافته، وشهد معه وقعة صفين والجمل ومحاربة الخوارج. ويُلقب بِلقب ملك النحو لوضعه علم النحو، فهو أول من ضبط قواعد النحو، فوضع باب الفاعل، المفعول به، المضاف وحروف النصب والرفع والجر والجزم، وكانت مساهماته في تأسيس النحو الأساس الذي تكوَّن منه لاحقاً المذهب البصري في النحو. وقد وصفه الذهبي في ترجمته له في كتابه «سير أعلام النبلاء» بقوله: «كان من وجوه شيعة علي، ومن أكملهم عقلاً ورأيًا، وكان معدودًا في الفقهاء، والشعراء، والمحدثين، والأشراف، والفرسان، والأمراء، والدهاة، والنحاة، وحاضري الجواب، والشيعة، والبخلاء، والصُلع الأشراف».

## نسبه
ولد أبو الأسود الدؤلي قبل الهجرة النبوية بست عشرة سنة، وقد اختُلف في اسمه ونسبه فقيل اسمه ظالم بن عمرو بن ظالم، وقيل ظالم بن عمرو بن سفيان، وقيل عثمان بن عمرو، وقيل عمرو بن ظالم وقيل عمرو بن سفيان، وقيل عويمر بن ظويلم. أما نسبه فقيل هو ظالم بن عمرو بن سفيان بن جندل بن يعمر بن حلس بن نفاثة بن عدي بن الديل بن بكر بن عبد مناة بن كنانة، وقيل ظالم بن عمرو بن سليمان بن عمرو بن حلس بن نفاثة بن عدي بن الدؤل بن بكر بن عبد مناة بن كنانة. كنيته أبو الأسود، وقد طغت كنيته على اسمه فاشتهر بها، علمًا بأنه لم يكن ذا بشرة سوداء، وليس له ولد اسمه أسود. وقد رضي أبو الأسود لنفسه هذه الكنية، لأن اسمه (ظالم) ثقيل على السمع، مع أنه يتنافى مع مكانته الاجتماعية وكونه قاضياً يتصف بالعدل، فأبعد اسمه عن نفسه حتى لا يؤثر على المظلوم. والدته هي: الطويلة من بني عبد الدار بن قصي بن كلاب بن مرة بن كعب بن لؤي بن غالب بن فهر بن مالك بن النضر وهو قريش بن كنانة بن خزيمة بن مدركة بن إلياس بن مضر بن نزار بن معد بن عدنان، العبدرية القرشية.

## حياته في الإسلام

### إسلامه
أسلم أبو الأسود الدؤلي في حياة النبي محمد، ولم يلقه على الرغم من أنه أدركه فهو من المخضرمين وليس من الصحابة، إلا أنه ورد المدينة المنورة وسمع من بعضهم، وكان قومه بنو الدئل بن بكر حلفاء لقريش ضمن عقد صلح الحديبية وهم الذين عدوا على خزاعة وكان ذلك سبب فتح مكة من قبل النبي محمد.

### دخوله للمدينة
من المعروف أن أبا الأسود ولِد وأسلم قبل وفاة النبي، وقد كان يعيش مع قومه بني الدئل جنوب مكة المكرمة، فلم يدخل المدينة إلا بعد وفاة النبي وقد نهل فيها من العلم الشرعي حيثُ أخذ الحديث عن عدد من الصحابة منهم الخليفة عمر بن الخطاب. وقال أبو عمرو الداني: قرأ القرآن على عثمان، وعلي. قرأ عليه ولده أبو حرب ونصر بن عاصم الليثي، وحمران بن أعين، ويحيى بن يعمر.

### روايته للحديث
- روى عن: عمر بن الخطاب وعلي بن أبي طالب وأبي ذر الغفاري وأبي موسى الأشعري[16] وأبي بن كعب وعبد الله بن مسعود والزبير بن العوام[7] وعبد الله بن عباس وعمران بن حصين ومعاذ بن جبل.[8]
- روى عنه: ابنه أبو حرب بن أبي الأسود الدؤلي[16] ويحيى بن يعمر وعبد الله بن بريدة وعمر بن عبد الله مولى غفرة[7] وسعيد بن عبد الرحمن بن رقيش.[8]
- الجرح والتعديل: وثّقه يحيى بن معين والعجلي، وقالا: «ثقة، كان أول من تكلم في النحو»،[7][8][16] كما وثّقه ابن سعد،[13] وقد روى له الجماعة في كتبهم.[8]

### هجرته إلى البصرة
هاجر إلى البصرة بعد الفتح في خلافة أمير المؤمنين عمر بن الخطاب وسكن فيها وله بِها مسجد باسمه، وقد حصلت له بالبصرة حوادث مع بني قشير من هوازن مِنها أنه قال لهم: «ما في العرب أحب إليَّ طول بقاء منكم». قالوا:«ولِمَ ذاك؟» قال:«لأنكم إذا ركبتُم أمرًا علمتُ إنه غيٌ فأجتنبه، وإذا اجتنبتم أمرًا علمتُ أنهُ رشدٌ فأتبعه».

### توليه قضاء البصرة ثم إمارتها
تولى عددًا من المناصب بِالبصرة في خلافة عمر بن الخطاب وخلافة عثمان بن عفان، ولما قامت الفتنة كان أبو الأسود في شيعة علي بن أبي طالب، وقاتل معه في موقعة الجمل. وقد ولاه علي قضاء البصرة في ولاية عبد الله بن عباس على البصرة، وقد استخلفه ابن عباس على البصرة لما ذهب ليحضر التحكيم بعد موقعة صفين، وأقر علي بن أبي طالب ذلك.

## حياته الحربية
ساهم أبو الأسود مع علي بن أبي طالب في كثير من الحوادث والمعارك التي حدثت أيام خلافة الأخير، فاشترك في صفين والجمل ومحاربة الخوارج كما يؤكد ذلك المؤرخون.
أما الحروب التي شارك فيها فهي:
- الجمل: كان لأبي الأسود في حرب الجمل دور فعال يشير إليه المؤرخون، فقد أرسله عامل الإمام علي على البصرة عثمان بن حنيف لمفاوضة عائشة وطلحة والزبير، وقد ذكرت هذه المهمة في مختلف الكتب، فقد ذكرها ابن عساكر في تهذيبه[21] وذكرها ابن الأثير في تاريخه الكامل،[22] وذكرها الطبري أيضًا في تاريخه.[23] وأشارت إليها دائرة المعارف الإسلامية فقالت: «وكان أبو الأسود من أنصار علي، أوفده علي على البصرة ليفاوض عائشة وطلحة والزبير».[24]
- صفين: شارك أيضًا في حرب صفين، حيث رشح نفسه للتحكيم، فيقول صاحب روضات الجنات: «التمس من علي أن يكـون شريكًا مع الحكمين، لكن أهل الباطل لم يرضوا به ولا بمشاركته مع أحد».[25]

## مناصرته لعلي بن أبي طالب
صَرح بأن أبا الأسود الدؤلي كان من شيعة وأتباع علي بن أبي طالب كل من كتب عنه، ففي الأنباء: «وكان أبو الأسود من المتحققين بولاية أمير المؤمنين علي بن أبي طالب ومحبته وصحبته ومحبة ولده»، وغيرها. بعد مقتل علي، أوذي أبو الأسود لمحبته علي، إلا أنه حين وفد على معاوية بن أبي سفيان أدنى مجلسه وأعظم جائزته، كما كان مقربًا من الوالي زياد بن أبيه الذي عهد إليه بتأديب ولده عبيد الله.

## وضعه لعلم النحو

مثال على تطور نظام الكتابة العربية من القرن التاسع إلى القرن الحادي عشر، ويظهر في الفقرة الثانية نظام أبو الأسود الدؤلي المبكر ويعتمد على تمثيل الحركات بنقاط حمراء تُكتب فوق الحرف (الرفعة)، تحته (الكسرة)، أو بين يديه (ضمّة)، وتُستعمل النقطتين للتنوين.

كان أبو الأسود مشهورًا بالفصاحة وقد قال عن نفسه: «إني لأجد للحن غمزًا كغمز اللحم»، وقد أجمع المؤرخون واللغويون على أن أبا الأسود الدؤلي أول من وضع علم النحو، فقال محمد بن سلام الجمحي: «أبو الأسود هو أول من وضع باب الفاعل والمفعول والمضاف، وحرف الرفع والنصب والجر والجزم، فأخذ ذلك عنه يحيى بن يَعْمَر»، وقال أبُو عَلِي القَالِيُّ: «حدثنا أبو إسحاق الزجاج، حدثنا أبو العباس المبرد، قال: أول من وضع العربية ونقط المصاحف أبو الأسود على أنه أول من وضع علم النحو».
وبهذا، فإن تأسيس علم النحو يعد أعظم أعمال أبي الأسود الدؤلي، وقد استفاد أبو الأسود من علمه بقراءة القرآن الذي عرضه على عثمان بن عفان وعلي بن أبي طالب، وروى القراءة عنه ابنه أبو حرب ويحيى بن يعمر ونصر بن عاصم الليثي. وقد اختلفت الأقاويل في سبب وضعه للنحو، فقيل أنه وضعه بأمر من علي بن أبي طالب، لما سمع أخطاء غير العرب في نطق اللغة، فأراه أبو الأسود ما وضع، فقال علي: «ما أحسن هذا النحو الذي نحوت»، فمن ثم سُميّ النحو نحوًا. وقال يعقوب الحضرمي: «حدثنا سعيد بن سلم الباهلي، حدثنا أبي، عن جدي، عن أبي الأسود قال: دخلت على عليّ، فرأيته مطرقا، فقلت: فيم تتفكر يا أمير المؤمنين ؟ قال: سمعت ببلدكم لحنا فأردت أن أضع كتابا في أصول العربية. فقلت: إن فعلت هذا، أحييتنا. فأتيته بعد أيام، فألقى إليَّ صحيفة فيها: الكلام كله اسم، وفعل، وحرف، فالاسم ما أنبأ عن المسمى، والفعل ما أنبأ عن حركة المسمى، والحرف ما أنبأ عن معنى ليس باسم ولا فعل، ثم قال لي: زده وتتبعه، فجمعت أشياء ثم عرضتها عليه». وقيل أن أبا الأسود سمع رجلاً يقرأ آية ﴿وَأَذَانٌ مِنَ اللَّهِ وَرَسُولِهِ إِلَى النَّاسِ يَوْمَ الْحَجِّ الْأَكْبَرِ أَنَّ اللَّهَ بَرِيءٌ مِنَ الْمُشْرِكِينَ وَرَسُولُهُ فَإِنْ تُبْتُمْ فَهُوَ خَيْرٌ لَكُمْ وَإِنْ تَوَلَّيْتُمْ فَاعْلَمُوا أَنَّكُمْ غَيْرُ مُعْجِزِي اللَّهِ وَبَشِّرِ الَّذِينَ كَفَرُوا بِعَذَابٍ أَلِيمٍ ۝٣﴾ [التوبة:3] بكسر كلمة «رَسُولُهُ» بدلاً من ضمّها مما يغير معنى الآية، وتفيد بأن الله يبرأ من رسوله، فانطلق أبو الأسود لوقته إلى الأمير وقتها زياد بن أبيه، وقصّ عليه ما سمع، وسأله أن يدفع له كاتبًا ليضع كتابًا في اللغة، فأتى به فقال له أبو الأسود: «إذا رأيتني قد فتحت فمي بالحرف فانقط نقطة أعلاه، وإذا رأيتني قد ضممت فمي، فانقط نقطة بين يدي الحرف، وإن كسرت، فانقط نقطة تحت الحرف، فإذا أتبعت شيئًا من ذلك غُنّة فاجعل مكان النقطة نقطتين»، فكان هذا نهج أبي الأسود في تشكيل الحروف، لذا فهو يعد أول من نقط المصاحف، وأخذ عنه هذا النحو عنبسة الفيل. وكان أول ما وضع أبو الأسود أبواب الفاعل والمفعول والمضاف، وحروف الرفع والنصب والجر والجزم.

## تلامذته
أخذ علم النحو والعربية، وقراءة القرآن عن أبي الأسود عدد من الرجال ودرسوا على يديه النحو وعلوم العربية، وقراءة القرآن ومن أبرزهم:
1. نصر بن عاصم الليثي الكناني
2. رامي الأسدي
3. يحيى بن يعمر العدواني
4. ابنه أبو حرب بن أبي الأسود الدؤلي الكناني
5. سعد بن شداد الكوفي المعروف باسم سعد الرابية
6. ميمون بن الأقرن
7. عنبسة بن معدان الفيل المهري
8. عمر بن عبد الله مولى عفيرة

## شعره
ذكر الذين ترجموا لأبي الأسود أنه كان من الشعراء المجيدين وله قصائد عديدة جمعت له في عدد من المؤلفات منها ديوان أبي الأسود الدؤلي لأبي سعيد الحسن السكري تحقيق الشيخ محمد حسن آل ياسين وديوان أبي الأسود الدؤلي لعبد الكريم الدجيلي. ومنه:
جمع المدائني كتابًا فيه أخبار أبي الأسود الدؤلي، كما جمع له أبو سعيد الحسن السكري ديوانًا لأشعاره. وله عشرات القصائد في ديوانه الشعري منها على سبيل المثال أنه دخل على معاوية فقال له معاوية: «أصبحت جميلًا يا أبا الأسود فلو علقت تميمة تدفع عنك العين»، فقال أبو الأسود ردًا عليه:
ومن الحكم في شعره:
وكان له صديق يقال له الجارود سالم بن سلمة بن نوفل الهذلي وكانا يتجاوبان الشعر فكان مما قاله أبو الأسود للجارود من الشعر:
وقيل أنه قائل البيت:
وقيل أن هذا البيت للمتوكل الليثي الكناني.

## دهاؤه وحنكته
روي أن علي بن أبي طالب أراده ليكون المفاوض عنه في حادثة التحكيم بعد وقعة صفين فأبى الناس عليه، وروي أن أبا الأسود الدؤلي دخل على معاوية بالنخيلة فقال له معاوية: «أكنت ذكرت للحكومة» (الحكومة هنا بمعنى الحُكم بين الفريقين المتخاصمين) قال الدؤلي: «نعم» قال: «فما كنت صانعًا». قال: «كنت أجمع ألفًا من المهاجرين وأبنائهم وألفًا من الأنصار وأبنائهم ثم أقول يا معشر من حضر أرجل من المهاجرين أحق أم رجل من الطلقاء»، فضحك معاوية ثم قال: «إذًا والله ما اختلف عليك اثنان»، وقصد معاوية هنا أن حُجة أبي الأسود مقنعة ولكان الناس رضوا بحكم أبي الأسود بأن علياً أحق بالخلافة.

## فضله وثناء العلماء عليه
- قال عنه أحمد العجلي: «ثقة، كان أول من تكلم في النحو»
- وقال عنه الواقدي: «كان من وجوه التابعين، ومن أكملهم عقلا ورأيًا. وقد أمره علي بوضع شيء في النحو لمَّا سمع اللحن. قال: فأراه أبو الأسود ما وضع، فقال علي: ما أحسن هذا النحو الذي نحوت، فمن ثمَّ سُمِّي النحو نحوًا»
- وقال عنه الحلي: «أبو الأسود الدؤلي وهو من بعض الفضلاء الفصحاء من الطبقة الأولى من شعراء الإسلام وشيعة أمير المؤمنين علي بن أبي طالب»
- وقال عنه أبو الفرج الأصفهاني: «كان أبو الأسود من وجوه التابعين وفقهائهم ومحدثيهم... ثقة جليل»
- وقال عنه ابن حجر العسقلاني:[45] «ثقة في حديثه»
- وقال عنه ابن سعد: «كان ثقة في حديثه»
- وقال عنه ابن سلام: «كان رجل أهل البصرة»
- وقال عنه الجاحظ:[46] «أبو الأسود مقدَّم في طبقات الناس، كان معدودًا في الفقهاء والشعراء، والمحدثين، والأشراف، والفرسان، والأمراء، والدُّهاة، والنحاة، والحاضري الجواب، والشيعة، والبخلاء، والصلع الأشراف... قد جمع جودة اللسان وقول الشعر... كان حكيمًا أديبًا وداهيًا أريبًا»
- وقال عنه أبو الطيب اللغوي الحلبي: «وكان أبو الأسود أعلم الناس بكلام العرب وزعموا أنه كان يجيب في كل اللغة»
- وقال عنه الزركلي: «له شعر جيد»
- وقال عنه الآمدي: «كان حليمًا وحازمًا وشاعرًا متقن المعاني»
- وقال عنه ابن خلكان: «من سادات التابعين وأعيانهم... وكان من أكمل الرجال رأيًا وأسدهم عقلًا»
- وقال عنه أبو عمر: «كان ذا ديِنٍ وعقل ولسانٍ وبيان وفهم وحَزْم»
- وفي الأغاني:[47] «وكان أبو الأسود الدؤلي من وجوه التابعين وفقهائهم ومحدثيهم»

## وفاته
أصيب أبو الأسود الدؤلي في آخر حياته بمرض الفالج، مما سبب له العرج. توفي في البصرة في ولاية عبيد الله بن زياد سنة 69 هـ في طاعون الجارف، وعمره 85 سنة، وقد أعقب من الولد عطاء وأبا حرب، وابنة.

## وصلات خارجية
- أبو الأسود الدؤلي - تراجم الأعلام
- أبو الأسود الدؤلي
- ديوان أبي الأسود الدؤلي للسكري
- ديوان أبي الأسود الدؤلي - الموسوعة العالمية للشعر العربي